# Hrach Martirosyan
Hrach K. Martirosyan (en armenio: Հրաչ Մարտիրոսյան; Vanadzor, 1964) es un lingüista armenio. Obtuvo su doctorado en lingüística comparativa al defender su tesis Estudios sobre etimología armenia con especial énfasis sobre dialectos y cultura, en la Universidad de Leiden en 2008.
Martirosyan ha impartido clases en la Universidad de Míchigan y en la Universidad Estatal de Ereván. Ha hablado sobre lingüísticas y el lenguaje armenio en entrevistas realizadas por Armenia 1 TV, Shoghakat TV, el medio independiente Boon TV, Aravot 1in.am, y otros medios de comunicación armenios.

## Pensamiento
Se autodefine como un "convencido ateo". En mayo de 2014 estuvo entre los intelectuales que firmaron una carta abierta, declarando su rechazo hacia la decisión del Ayuntamiento de Ereván en erigir una estatua de Anastás Mikoyán, un controvertido estadista bolchevique soviético-armenio.

## Publicaciones
- Martirosyan, H. (2009). Diccionario Etimológico del Léxico Heredado Armenio (en inglés). Brill. ISBN 9789004173378.